# سپیدمهره
سپیدمُهره نامی عمومی برای گروهی از حلزون‌های دریایی است که نرم‌تنان شکم‌پایی از خانواده سپیدمهرگان هستند. نام سپیدمهره معمولاً بیشتر برای اشاره به صدف این حلزون‌ها به‌کار می‌رود. سپیدمهره‌ها معمولاً در مناطق صخره‌ای دریاها یافت می‌شوند.
از صدف سپیدمهره‌ها برای تزئین استفاده می‌شود و در قدیم در برخی مناطق به عنوان پول رایج هم کاربرد داشته است.
ابوریحان بیرونی در کتاب صیدنه آورده است که این حلزون‌های دریایی را به فارسی سپیذمهره می‌گویند.
به صدف‌هایی از این گروه که رنگارنگ باشند رنگین‌صدف هم می‌گویند.